# Abyssidrilus altoides
Abyssidrilus altoides är en ringmaskart som beskrevs av Erséus 1992. Abyssidrilus altoides ingår i släktet Abyssidrilus och familjen glattmaskar. Inga underarter finns listade i Catalogue of Life.